# Supervised learning
Supervised learning, ook wel begeleid leren genoemd, is een deelgebied van machine learning dat zich bezighoudt met het trainen van een algoritme om patronen te herkennen en voorspellingen of beslissingen te nemen op basis van gelabelde trainingsgegevens. Het is een veelgebruikte benadering in het veld van kunstmatige intelligentie en heeft toepassingen gevonden in verschillende domeinen, zoals beeldherkenning, natuurlijke taalverwerking en spraakherkenning.
Bij supervised learning leert een algoritme van een set invoer-uitvoerparen, die bekend staan als gelabelde voorbeelden of trainingsgegevens. De trainingsgegevens bestaan uit invoergegevens, ook wel kenmerken genoemd, en bijbehorende uitvoergegevens, bekend als labels of doelwaarden. Het doel van supervised learning is om een mappingfunctie te leren die de juiste uitvoer kan voorspellen voor elke gegeven invoer.

## Proces
Het proces van supervised learning heeft doorgaans de volgende stappen:
- Gegevensverzameling: Het verzamelen van een dataset die gelabelde voorbeelden bevat. De kwaliteit en representativiteit van de gegevens zijn belangrijk voor het succes van het leeralgoritme.

- Gegevensvoorbewerking: Het schoonmaken en voorbereiden van de gegevens voor analyse. Dit kan het omgaan met ontbrekende waarden, het normaliseren van kenmerken of het transformeren van de gegevens naar een geschikt formaat omvatten.

- Modelselectie: Het kiezen van een geschikt leeralgoritme of model dat past bij de gegeven taak. Er zijn verschillende algoritmen beschikbaar, zoals lineaire regressie, logistische regressie, beslissingsbomen, ondersteunende vectorregressie en neurale netwerken.

- Training: Het trainen van het gekozen model met behulp van de gelabelde trainingsgegevens. Het model past zich aan de gegevens aan en leert de patronen en relaties tussen de invoer en de uitvoer.

- Evaluatie: Het beoordelen van de prestatie van het getrainde model. Dit wordt meestal gedaan door het testen van het model op een aparte set van ongeziene gegevens. De nauwkeurigheid en andere evaluatiemaatregelen worden gebruikt om de prestatie van het model te beoordelen.